# María Verónica León
María Verónica León Veintimilla (Guayaquil, 1971) es una artista plástica ecuatoriana, que a finales del siglo XX se convirtió en la primera mujer artista contemporánea de Ecuador en exhibir sus obras en Francia.

## Trayectoria
León estudió en la Facultad de Artes de la Universidad Central del Ecuador. A finales de la década de los 90, dejó Ecuador para viajar a París, donde vivió entre 1998 y 2013. Allí se convirtió en la primera artista contemporánea ecuatoriana que había conseguido exponer su trabajo en Francia. Según explica, es una artista que plasma lo que ve y lo que siente, y para ella crear es: "un acto especial, es el punto o una serie de estado mental".
En los últimos años, León ha producido y realizado instalaciones de videoarte, videopoesía, libros digitales y fotografías, llegando incluso a exponer en el Museo de Bellas Artes de París. Además, fue seleccionada en 2004 por el Departamento de Asuntos Culturales de París para el festival Nuit Blanche (Noche blanca) de esa urbe. Y en 2006, fue invitada a presentar una exposición individual en el Museo Galliera de esa comuna italiana.
León cuenta con un total de 35 obras entre pintura, dibujo, fotografía y video-arte creados en Dubái,  Además, escribió el libro Apocalyptic Black Mirrors. Actualmente, su arte gira en torno a los números y esta fue la temática de las obras que exhibió en Bruselas en el año 2012.
La muestra de arte de la pintora ecuatoriana titulada "The Great Awakening" se expuso en enero de 2017, en la fundación Katara Cultural Village, en Catar.

## Reconocimientos
En 2015, la Revista Hogar designó a León como la Mujer del Año en la categoría de Arte.